# Вокс, Томас, 2-й барон Вокс из Херроудена
То́мас Вокс (англ. Thomas Vaux; 25 апреля 1509 — октябрь 1556, Арнолд, Ноттингемшир, Королевство Англия) — английский аристократ, 2-й барон Вокс из Херроудена с 1523 года, рыцарь Бани. Поэт, друг и последователь сэра Томаса Уайетта и Генри Говарда, графа Суррея. Отдельные стихотворения Вокса были популярны в елизаветинскую эпоху.

## Биография
Томас Вокс принадлежал к рыцарскому роду, обосновавшемуся в поместье Херроуден (Нортгемптоншир, Центральная Англия) во времена короля Генриха IV (1399—1413). Он был старшим сыном Николаса Вокса и его второй жены Анны Грин и родился в 1509 году. В 1523 году его отец получил титул барона Вокса из Херроудена, но умер спустя всего две недели; 14-летний Томас унаследовал титул и множество поместий в Нортгемптоншире, Линкольншире, Лестершире, Бакингемшире, Йоркшире, Кенте и Ноттингемшире.
Образование барон получил в Кембриджском университете. В 1526 году он стал вице-губернатором острова Джерси, в 1527 сопровождал кардинала Уолси во Францию, в 1531 занял своё место в Палате лордов. Вокс не одобрял развод короля Генриха VIII с Екатериной Арагонской, но не показывал своё недовольство и на коронации Анны Болейн 1 июня 1533 года был посвящён в рыцари Бани. Из-за разрыва с Римом сэр Томас оставил все свои должности и 20 лет не посещал парламент (1534—1554). Всё это время он провёл в одной из своих загородных резиденций, не появляясь в столице и при дворе даже в то время, когда Генрих VIII был женат на его двоюродной сестре Екатерине Парр (1543—1547). Только в 1553 году Вокс приехал в Лондон, чтобы присутствовать на коронации дочери Генриха VIII и Екатерины Арагонской Марии. Он умер спустя два года в возрасте 47 лет.
Сэр Томас писал стихи и считается последователем своих современников и друзей сэра Томаса Уайетта и Генри Говарда, графа Суррея. Два его стихотворения были включены в сборник Тоттела «Песни и сонеты Суррея», опубликованный в 1557 году, — «Нападение Купидона на крепость, где лежит раненый любовник» и «Престарелый любовник отрекается от любви». Первое стало образцом для ряда елизаветинских поэтов. Лицензия на отдельное издание второго в виде баллады под названием «Престарелый любовник, прославляющий любовь» была выдана в 1564 году некоему Р. Серлу. Эта баллада снискала популярность в конце XVI века, три строфы из неё поёт, намеренно искажая текст, первый могильщик в пятом акте «Гамлета» Уильяма Шекспира. Именем Вокса подписаны ещё 13 стихотворений в сборнике «Рай изящных приспособлений» («Paradise of Dainty Devices»), который увидел свет в 1576 году.
Эскиз к портрету сэра Томаса работы Ганса Гольбейна Младшего хранится в Виндзорском замке.

## Семья
6 мая 1511 года двухлетний Томас Вокс был помолвлен с Элизабет Чейни, дочерью Анны Парр (падчерицы его отца в первом браке) и сэра Томаса Чейни. Этот брак был заключён между 25 апреля и 10 ноября 1523 года. В нём родились:
- Уильям (1535—1595), 3-й барон Вокс из Херроудена;
- Николас;
- Анна (1557—1619), жена Реджинальда Брея[5];
- Мод (умерла незамужней)[3].